# ビールテイスト飲料

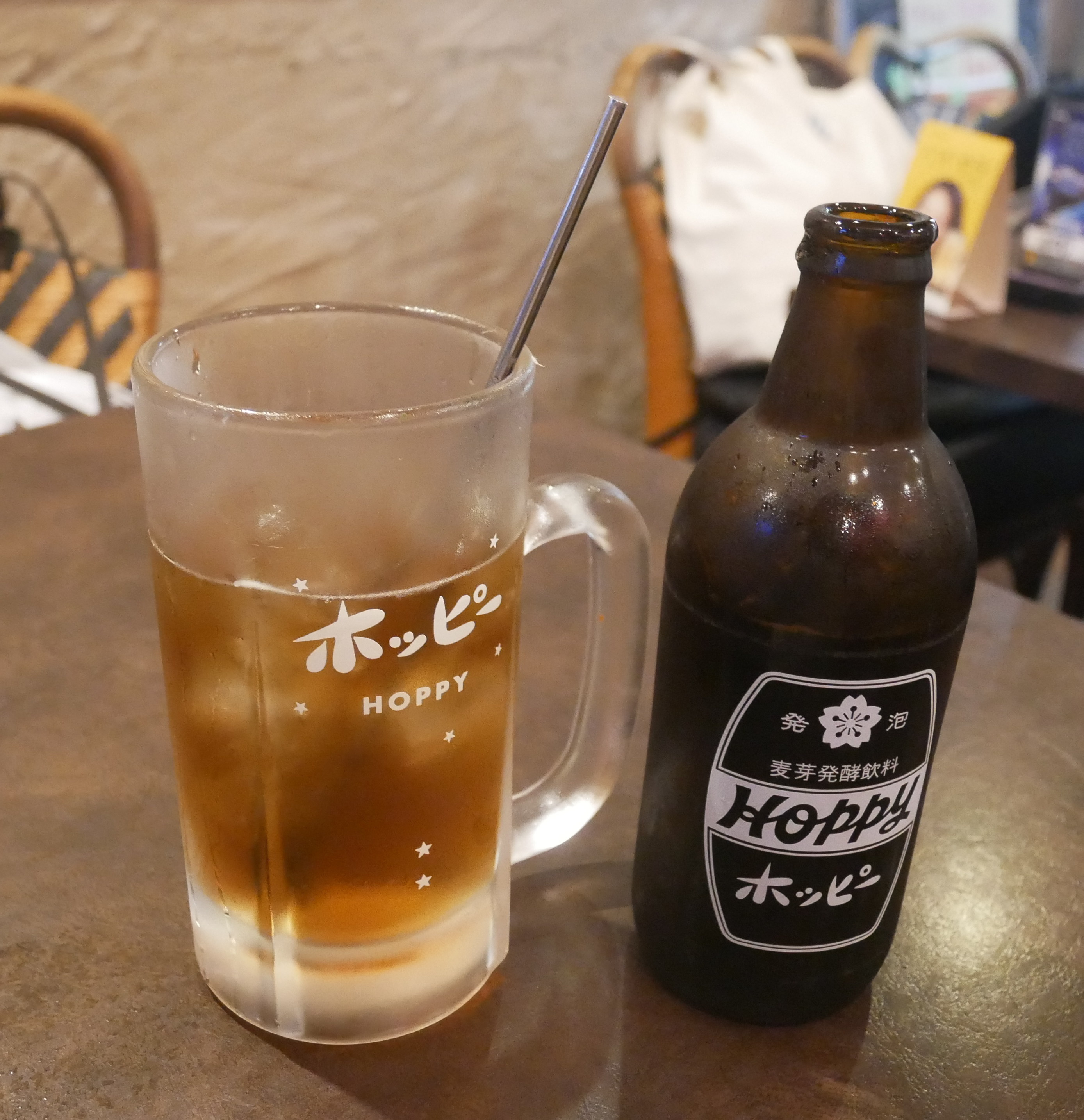
ホッピー（アルコール分0.8 %）

ビールテイスト飲料（ビールテイストいんりょう）とはノンアルコール飲料の一種でビール風味の発泡性炭酸飲料のこと。
ノンアルコールビール、ビアテイスト飲料、ビール風味飲料、ノンアルコールビールテイスト飲料とも呼ばれる。

## 概要
明確な定義はないが、ビールからアルコール分を抜いた物（アインベッカーなど日本国外産のみ）や、香り・味わい・のど越しなどの要素をビールに似せたり、その雰囲気を持たせたりした、アルコール分は含まないか特定の数値未満に調整した炭酸飲料を指す。日本では酒税法の分類によってアルコール分が1%未満は酒類とならずビールテイスト飲料に該当する。ヨーロッパではかなり前から製造され愛用者も多く、アルコール分0.5 %未満がビールテイスト飲料（ノンアルコール飲料）に該当し、0.6 - 0.9 %は酒類に分類されローアルコール飲料と呼称されている（日本における呼称の変化は後述）。
アルコール分を含有する商品では飲んだ量・体質・体調によっては酔った状態になる場合があり、自動車の運転においてその状態ではアルコール分の基準値が飲酒運転の数値に該当する可能性がある。また、アルコール分含有商品の飲用において、薬を処方されている場合や、妊婦、病気で飲酒が禁じられている人など、アルコール分が悪影響を及ぼす可能性がある場合は医師に相談するなど注意する必要がある。
飲酒運転の罰則が強化されると需要が高まる傾向があり、日本では2002年の道路交通法改正後の事例や、日本国外では2006年にチェコの事例がある。
イスラム教圏では宗教上の理由からアルコールの流通が禁じられており、ノンアルコールビールはビールの代用品というよりは他の清涼飲料水と同じように消費されている。

## 製法・原材料
製法はいくつかの種類があり
- 一度ビールを製造してからアルコール分を除去する方法[1][2][3] - アインベッカーなど日本国外産の輸入銘柄で多数採用[3]。
  - 日本国内では法的な要因でこの製法を採用することは困難となっている[3]。
  - かつては、蒸留やアルコール分を蒸発させる手法が取られていたが、20世紀後半より人工透析にも用いられる半透膜フィルター技術を応用し、分子量の小さいアルコール分のみを濃し、分子量のより大きなビールの旨み成分を残すことで、元のビールの風味をできるだけ残して、アルコールだけを除去した低アルコールビールを造れるようになった[15]。
- ビール製造と同様に麦芽を糖化させホップを加えて煮込んだ麦汁をベースに、酵母菌は入れず不純物を取り除いて炭酸やその他の成分を加える方法[8][16] - キリンフリー、キリン休む日のAlc.0.00%、サントリーオールフリーなど[16]。
- 麦汁を使わずに麦芽から取れる麦芽エキスにさまざまな成分を加える方法[16] - アサヒダブルゼロ、サッポロスーパークリアなど[16]。
- ビールと同様の製造法を用いるが、風味を残すためにホップを投入するタイミングを遅くしつつ、発酵時にアルコール分の濃度を低く抑えて1 %未満に調整したもの[1][3][8]。
- 清涼飲料水を使用してビール風の味付け・風味を表現したもの[1]。

などが存在する。
原材料は銘柄によって異なり、麦芽・糖類・ホップ・酸味料・麦芽エキス・香料・水などが使用されている（銘柄別の原材料は「銘柄」節や各銘柄の項目を参照）。

## 各国のビールテイスト飲料

### 米国
米国で禁酒法の施行時代はアルコール度数0.5 %未満の酒を造ることは合法であったことから、ビールの代替品として「Near beer」（ニア・ビールまたはニア・ビア）と呼称されるアルコール度数0.5 %未満のノンアルコールビールが生産された。製法はアルコール除去法と発酵抑制法が用いられた。また、ビールの醸造業者によっては最初にアルコール度数4 - 5 %のビールを製造後、出荷時に0.5 %以下に薄めて販売していた。発売後しばらくの間は味が良かったこともあり、売上は順調であったがあったが、麦芽酵母菌の不足から次第に味が落ちていったことや、闇ルートで容易に通常のビールが入手できたことから、ニア・ビールの売れ行きは悪化していった。このような背景から、ニア・ビールにメタノールなどの工業用アルコールを注入することが行われたり、禁酒法施行時代には大多数の醸造業者が閉鎖したり、闇ルートの酒を巡ってギャングが暗躍していた。禁酒法廃止後、ニア・ビールは清涼飲料としての需要があったため引き続き生産・販売が行われた。

### 日本
日本向けの商品は、アルコール分0.000 %の商品からアルコール分1 %未満を含む商品が存在する（後述）。
ビールテイスト飲料は、欧米ではかなり前から製造され愛用者も多かった。一方日本では、ビールが高級品扱いだった大正末期に代用品の「ノンアルコールビール」（ノンビア）として流行したものの、粗悪品が多かった。戦後に質にこだわった商品としてホッピーが1948年7月15日に発売されたが、飲み方からアルコール飲料に類似する立場に分類されるようになったことで、そのまま飲むスタイルの商品は日本国内ではしばらく大きな動きがなかった。
1986年2月、宝酒造がイギリスバス・ブリュワリー社（現アンハイザー・ブッシュ・インベブ社）と提携して開発した「TaKaRaバービカン」が発売された。
日本で製造する製品は、酒税法の要因からアルコール除去法は採用されず、それ以外の製法を用いて製造されている（前述）。そのため、ドイツなどアルコール除去法によって製造される低アルコール飲料よりも数段味が落ちる。
2002年の道路交通法改正により、飲酒運転への罰則が強化されたことに伴って、2000年代中盤までは小売店や飲食店での売上が伸び、需要が高まっていた。だが、アルコール分が若干含まれる商品も存在することで飲酒運転となる懸念もあり、2000年代中盤から後半は売上は横ばいから低下傾向になっていた。2009年に麒麟麦酒の「キリンフリー」が発売され、アルコール分0.00 %の安心感から需要が急増したことで再び活性化した。
2000年代前半まではノンアルコールビールの呼称・表示が広まっていたが、実際にはアルコール分を1 %未満で含有する商品も存在する事から、消費者にてアルコール分が全く含有されていない酒類の代替的飲料と誤認する可能性があるとして、2004年5月26日に公正取引委員会が関連企業・団体に向けて表示適正化の指導要望を出したことで、「ビールテイスト飲料」などの呼称・表現に変化していった。容器の品質表示で品名は「炭酸飲料」（キリンフリー、オールフリーなど）などと表示されている。マスコミなどでは2010年代においても「ノンアルコールビール」の表現が使われることがある。
高速道路のサービスエリア・パーキングエリアにある飲食店・レストラン・売店ではアルコール分を含有する酒の提供・販売が禁止されているが、0.00 %の数値がNEXCOの理解を得たことで、SA・PAにてノンアルコール飲料を取り扱いしている所もある。
ビール酒造組合によると、2010年12月現在において日本の大手4社ではアルコール分を含む商品は生産していなかった。
地ビールのビールテイスト飲料版（ノンアルコール地ビール）も存在する。
法律では清涼飲料水の分類のため、販売にあたって酒類販売業免許も不要で、未成年者への販売・提供・購入・飲用も、二十歳未満ノ者ノ飲酒ノ禁止ニ関スル法律では問題ない。ただし、メーカーによっては「未成年飲酒を誘発しないことを大前提」としている要因などから、「20歳以上が飲用することを想定して開発した」としている。未成年者に対する販売において、アルコール成分を含有している商品は各社自粛していたが、アルコールを含まない商品では対応が分かれており、セブンイレブンやファミリーマートなど大手チェーン店の中には未成年者への販売は自粛、ローソンやサークルKサンクスは未成年者にも販売している場合もある。また、未成年者が購入しにくいように酒類売場に陳列したり、非酒免店では飲料売場内に専用コーナーを設置し「ビールテイスト飲料」表記を添付するなどの配慮を行っている。
アルコール分を含まないと謳った商品では、アルコール分の数値を0 %と表示せず、0.00 %のように小数点以下の数値も表示している。理由として、酒税法に該当しないビールテイスト飲料はアルコール分の含有値の表示において四捨五入が使用可能であり、例として0.2 %のアルコール分を含んだ商品でも四捨五入で0 %と表示することが可能であるが、2000年代後半以降の消費者は食品の表示に敏感であることから、0.00と小数点以下まで正しく伝えることで消費者の安心感を得る目的がある。
日本国内向けの手作り麦芽飲料キット（いわゆる「ビールキット」）は酒税法に抵触しないようにアルコール分が1度以上にならない製造方法が取扱説明書に記載されており、これに沿って作成したアルコール分1 %以下の麦芽飲料はビールテイスト飲料に該当する。
2019年（令和元年）10月1日から導入された消費税の軽減税率は、酒類は対象外ではあるが、ビールテイスト飲料は法律上の扱いが清涼飲料水となっているため引き続き8 %で販売される。

#### 微アルコール
アルコール0.00 %を打ち出すノンアルコール製品とは別に、1 %未満のアルコールが含まれることを前面に押し出した「微アルコール」というジャンルも存在する。2021年にアサヒビールがアルコール0.5 %の「ビアリー」を発売して以降、他社でも追随する動きが見られる。
アルコール度数が1 %未満であるため、こちらも法的には酒類に当たらず、消費税の軽減税率も適用されるほか、ビアリー発売時のコロナ禍の中で、酒類提供の自粛要請が行われたまん延防止措置のもとでも、飲食店で提供された事例が見受けられた。
一方で、アルコールが含まれる製品であるため、運転時や妊婦・20歳未満の人は飲用しないようにと、通常の酒類と同様に注意が呼びかけられている。

### 東欧
ロシアなどには麦芽などを原料にしたビールに似たクワスと呼ばれる飲料がある。クワスはアルコール度数3 %以下のものが多いがノンアルコールのものもあり伝統的には夏季に飲むソフトドリンクとして扱われてきた。

### イスラム教の地域
イスラム教と政教一致の国では飲酒が禁じられているが、サウジアラビアやイランなどではノンアルコール飲料は清涼飲料水と見なされるため、ソフトドリンクとして人気がある。

## 歴史
日本においては、先述通りビールが高級品扱いだった大正末期に代用品としての「ノンアルコールビール」（ノンビア）が流行したことがあったが、技術や材料の不足で質の悪い物が多く流通していた。
米国では禁酒法時代にアルコール分0.5度前後のnear beerが醸造された。
秀水舎→コクカ飲料（現・ホッピービバレッジ）によって大正時代末期から昭和時代前半に開発されたホッピーは戦後の1948年7月15日に発売。当初の成り立ちから質にこだわったノンアルコールビールの立場であったが、発売開始した頃は戦後の物資不足の影響でビールの代用飲料として、ホッピーで焼酎を割って飲む方法が自然発生したことから、ホッピーは焼酎割り飲料として認知度が上がったため、ビールテイスト飲料とは別にアルコール飲料に類似した立場で扱われることが多い。また、昭和20年代から30年代には、ホッピー以外にも焼酎割りを前提とした飲料「新ビール・ミックス」などが存在していた。
1970年代から1980年代にかけて、日本国外ではビールやワインなどアルコール飲料のアルコール分を減らしソフトドリンク化する動きが活発化した。しばらく大きな動きがなかった日本国内でも1980年代になるとその影響を受けて開発が行われ、1986年2月に新感覚の大人向け飲料として宝酒造から「バービカン」が発売。1987年9月に発売された書籍『飲めない族』には、1986年2月に発売された「バービカン」が大きく取り上げられ、他にも当時販売されていた日本国内外のノンアルコールビール計16種類が掲載された。しかし、バービカンはビールほどのコクや深みが無いために不評を買い、長らく細々と売られていた。
2002年に道路交通法が改正され、飲酒運転への罰則が強化されたことなどから需要が拡がったとされ、同年から翌2003年にかけてサントリーの「ファインブリュー」、麒麟麦酒の「モルトスカッシュ」、日本コカ・コーラの「スカイモルト」など日本の飲料メーカーの国内開発商品が次々と市場に参入し、従来の酒販店のほか全国のコンビニエンスストアチェーン店舗でも陳列された。また、製法において日本国内で生産する商品は法的要因からアルコール除去法以外の製法を用いて製造され、以降も同様の状況が続いている（前述）。
2003年前後に発売された上記商品はいずれもアルコール分を1 %未満含有していたが、一部商品は運転時に飲用するシーンを取り入れた広告が制作された。しかし、実際の飲用直後に道路交通法に基づくアルコール検査を受けるとトラブルになる懸念があり、自動車や機械を運転する際に飲用するのは避けるべきとの配慮から早々に放送を取りやめた。このような交通乗用具運転を前提とした需要者の衰退や、ビールや発泡酒との味わいの差異が大きく消費が伸びなかったことから市場は停滞化し、発売1年余りで日本コカ・コーラは「スカイモルト」を販売終了し撤退するなど、2005年から2008年における日本のビールテイスト飲料市場は販売数量250万ケースの横ばいから低下傾向で推移した。
日本国外産のビールテイスト飲料は2000年代においても日本で引き続き発売され、各国の商品が輸入元各社から流通しており（後述）、かつては日本国内のビールメーカーでも「バクラー（キリン）」「レーベンブロイ・アルコールフリー（アサヒ）」などの一部商品を輸入元となって取り扱っていた。また、同時期の日本国内でも既にアルコール度数が「0.0 %」と小数点第一位まで0表示の製品が流通しており、アルコール度数0.0 %表示（分析試験では検出限界0.01 %で結果は不検出）のアインベッカーや、アルコール度数0.0 %表示（缶の説明には0.03 %）のホルステンなどが存在している。
2000年代後半までのビールテイスト飲料は「0.5 %」や「0.0 %」のようにアルコール度数を小数点第一位までを主表示した商品が主流だったが、2009年4月8日にアルコール度数を小数点第二位まで主表示した商品では初めてアルコール分「0.00 %」を達成したキリン「キリンフリー」発売。同年4月7日に海ほたるパーキングエリアでイベントを行ったことで認知度が上がり大きな反響を得て、注文が急増した。「0.00 %」と小数点第二位まで0表示したことにより、これまで消費者が抱いていたアルコール分に対する抵抗・不安感が払拭されたことで、キリンフリーはドライバーや妊婦の支持を得た。
これにアサヒビール、サントリー、サッポロビールも追随して、アルコール分0.00 %のビールテイスト飲料の新商品を発売したことで市場は活性化し、キリンフリーは2009年で350万ケース強の販売数量を記録した。また、バービカンは2009年12月15日に小数点第三位まで主表示した商品では初めて0.000 %を達成した中味にリニューアルした。これらの要因から同年のビールテイスト飲料市場規模は約500万ケース強と拡大した。
2010年には健康成分のオルニチンを配合したキリン「キリン休む日のAlc.0.00%」やカロリーゼロのサントリー「オールフリー」やアサヒ「ダブルゼロ」のように機能性の付加価値を加えた商品が登場したり、当時市場占有率トップであったキリンフリーは再度リニューアルで味をビールに近付ける改良を行うなど、市場は活性化している。
2010年代では、各種開発で蓄積したノウハウを生かして商品の味が向上していたり、消費シーン・消費者において従来はビール代わりにする男性が多かったが、生活リズムが変化したことや飲用シーンの多様化、主婦の利用が目立つなど広がりを見せている。また、清涼飲料水であるため酒税が掛からないことから利益率が高い商品であり、ビールメーカー各社において業績貢献度の高い存在となっている。
2011年、サッポロからプレミアムビールテイストの「プレミアム アルコールフリー」発売。2011年の日本における市場規模は1180万ケースとなり、日本国内ブランドシェアではサントリーオールフリーが首位となった。
2012年2月、アサヒは主力商品のスーパードライに似たパッケージを採用した「ドライゼロ」を発売し、ヒット商品となった。この要因が影響し、2012年上半期日本国内ブランドシェアにおいて、前年首位の「オールフリー」は引き続き首位を確保し、新発売の「ドライゼロ」が第2位となり、「キリンフリー」は第3位に後退した。
2021年3月には、「スマートドリンキング」を提唱するアサヒビールが、アルコール0.5 %の「ビアリー」を発売。「微アルコール」という新ジャンルを形成することとなった。

## 銘柄

### 発売中の銘柄
50音順
- アインベッカーアルコールフリー0.0%（アインベッカー、 ドイツ）
- イスターク（アルパナシュ、 イラン） - アルコール分0.00 %。麦芽100 %麦汁使用。フルーツフレーバー。
- ウエストエンド･エクストラライト（サウスオーストラリアンブリューィングカンパニー、 オーストラリア）
- オールフリー（サントリー、 日本） - アルコール分0.00 %、カロリーゼロ、糖質ゼロ。
- オランディア・ノンアルコール（ オランダ）- アルコール分0.0 %
- クラウスターラー（クラウスターラー、 ドイツ）
- ゲステル（アイシュバウム、 ドイツ）
- SAPPORO+（サッポロビール、 日本） - アルコール分0.00 %、糖質0。ビールテイスト飲料では初の特定保健用食品。難消化性デキストリンを使用することにより糖の吸収を穏やかにする効果がある。
- ザ・ドラフティ（サッポロビール、 日本） - アルコール分0.7 %
- スタイルバランス ノンアルコールビールテイスト（アサヒビール、 日本）- アルコール分0.00 %、カロリーゼロ、糖質ゼロ。難消化性デキストリンを使用することにより、脂肪の吸収を抑え、糖の吸収を穏やかにする効果のある機能性表示食品。
- キリンゼロイチ(零ICHI)（キリンビール、 日本）- アルコール分0.00 %、一番搾り麦汁使用
- テキサスセレクト（サンアントニオビバレッジ、 アメリカ合衆国）
- ドライゼロ（アサヒビール、 日本） - アルコール分0.00 %、カロリーゼロ
- ドライゼロブラック（アサヒビール、 日本） - アルコール分0.00 %、黒ビールテイスト
- ドライゼロフリー（アサヒビール、 日本） - アルコール分0.00 %、カロリーゼロ、糖質0、プリン体0mg
- ドライゼロスパーク（アサヒビール、 日本） - アルコール分0.00 %、カロリーゼロ、ドライゼロ比130 %強刺激化、期間限定商品、500mlペットボトル専売商品
- バーグブラウ（ ドイツ） - アルコール分0.00 %、ドイツ産麦芽100 %使用
- バービカン（当初はバス・ブリュワリー イギリス、現在はオージャン サウジアラビア）- 当初はイギリス及び欧州などで発売、現在は中東ペルシャ湾岸地域などで発売。日本では宝酒造が「Takaraバービカン」として販売していた。
- パーフェクトフリー（キリンビール、 日本） - アルコール分0.00 %、カロリーゼロ、糖質ゼロ。難消化性デキストリンを使用することにより、脂肪の吸収を抑え、糖の吸収を穏やかにする効果のある機能性表示食品。
- バーリアル アルコールフリー（イオントップバリュ、 日本） - イオングループ専売、アルコール分0.00 %。
- バーリアル 3つのフリー（イオントップバリュ、 日本） - イオングループ専売、アルコール分0.00 %、カロリーゼロ、糖質ゼロ。
- HIPOP（ハイポップ）（博水社、 日本） - 透明の蒸留酒・ハイサワーでおなじみの会社が出した新ブランドの「ビールテイスト飲料」。シャルドネ風味とレモン風味の2パターンが発売されている。
- ハイネケン・ゼロ（ハイネケン、 オランダ）
- バクラー（ハイネケン、 オランダ）
- ビアリー（アサヒビール、 日本） - アルコール分0.5 %
- ビットブルガードライブ（ビットブルガー、 ドイツ）
- ファインフリー（富永貿易《神戸居留地》、 日本）
- プレミアム アルコールフリー（サッポロビール、 日本） - アルコール分0.00 %、麦芽100 %麦汁、ドイツバイエルン産アロマホップも75 %以上使用。
- ブローリー（サウスオーストラリアブリューイングカンパニー、 オーストラリア）
- プロシュテル（カイザードーム、 ドイツ）
- ヘルシアモルトスタイル（花王、 日本） - アルコール分0.00 %、茶カテキン540mgを使用した特定保健用食品。
- ヘルシースタイル（アサヒビール、 日本） - アルコール分0.00 %、難消化性デキストリンを使用した特定保健用食品。
- ホッピー（ホッピービバレッジ、 日本） - アルコール分0.8 %
- ホップの香り（サンガリア、 日本） - アルコール分0.00 %
- ホルステンノンアルコール（ホルステン、 ドイツ）- アルコール分0.03 %で、缶に書かれた名称は「炭酸飲料」となっている。
- 麦のくつろぎ（サッポロビール、 日本） - アルコール分0.00 %
- レーベンブロイアルコールフリー（レーベンブロイ、 ドイツ）
- 龍馬1865（日本ビール、 日本） - 日本で宝酒造が販売していた「Takaraバービカン」を2009年7月15日以降に改称。

### 日本で発売終了した銘柄
- スカイモルト（コカ・コーラ）
- モルトスカッシュ（キリンビール） - 後継商品はキリンフリー。
- ポイントワン（アサヒビール） - 後継商品はポイントゼロ。
- ポイントゼロ（アサヒビール） - アルコール分0.00 %。後継商品はダブルゼロ。
- ダブルゼロ（アサヒビール） - アルコール分0.00 %、カロリー0kcal（100mlあたり）。後継商品はドライゼロ。
- ファインブリュー（サントリー） - 後継商品はファインゼロ。
- ファインゼロ（サントリー） - アルコール分0.00 %。後継商品はオールフリー。
- スーパークリア（サッポロビール） - 2009年9月30日よりアルコール分0.00 %にリニューアル。後継商品はプレミアム アルコールフリー。
- プレミアム アルコールフリー ブラック（サッポロビール） - アルコール分0.00 %、黒ビール風飲料。
- キリンフリー（キリンビール） - アルコール分0.00 %。リニューアル後、麦芽100 %麦汁を使用
- キリン休む日のAlc.0.00%（キリンビール） - アルコール分0.00 %